# Institutet för mänskliga rättigheter
Institutet för mänskliga rättigheter är en svensk statlig förvaltningsmyndighet, som sorterar under Arbetsmarknadsdepartementet och tillhör jämställdhetsministerns ansvarsområde. Myndigheten har sitt säte i Lund. Regeringen beslutade den 1 april 2021 att ge en särskild utredare i uppdrag att förbereda och genomföra bildandet av ett nytt institut för mänskliga rättigheter. Myndigheten bedöms kunna inleda sin verksamhet den 1 januari 2022.
Myndigheten skall ej förväxlas med Raoul Wallenberg-institutet för Mänskliga rättigheter och Humanitär rätt, en akademisk institution under juridiska fakulteten vid Lunds universitet.

## Arbetsuppgifter
Institutet ska bland annat följa, undersöka och rapportera om hur de mänskliga rättigheterna respekteras och förverkligas i Sverige. Det ska lämna förslag till regeringen om åtgärder för att säkerställa de mänskliga rättigheterna, men inte pröva enskilda klagomål om kränkningar.

## Rådet för de mänskliga rättigheterna
Till institutet är knutet ett organ med 20 ledamöter för tillföra råd och stöd från det civila samhället och andra aktörer som arbetar för mänskliga rättigheter:

## Ledning
Institutet leds (2025) av en styrelse med Elisabeth Rynning som ordförande och med Fredrik Malmberg som direktör.